# Amphoe Na Chueak
Na Chueak (thaï : นาเชือก) est un amphoe de la province de Maha Sarakham.